# Grand Théâtre (Angers)
Le Grand Théâtre d'Angers, en Maine-et-Loire, est une salle de spectacle bâtie au XIXe siècle située en centre-ville sur la place du Ralliement.
Ce théâtre municipal est l'un des principaux lieux de représentation de la ville. Les 723 fauteuils de ce théâtre à l'italienne accueillent à la fois de la musique, du théâtre et de l'opéra.

## Historique

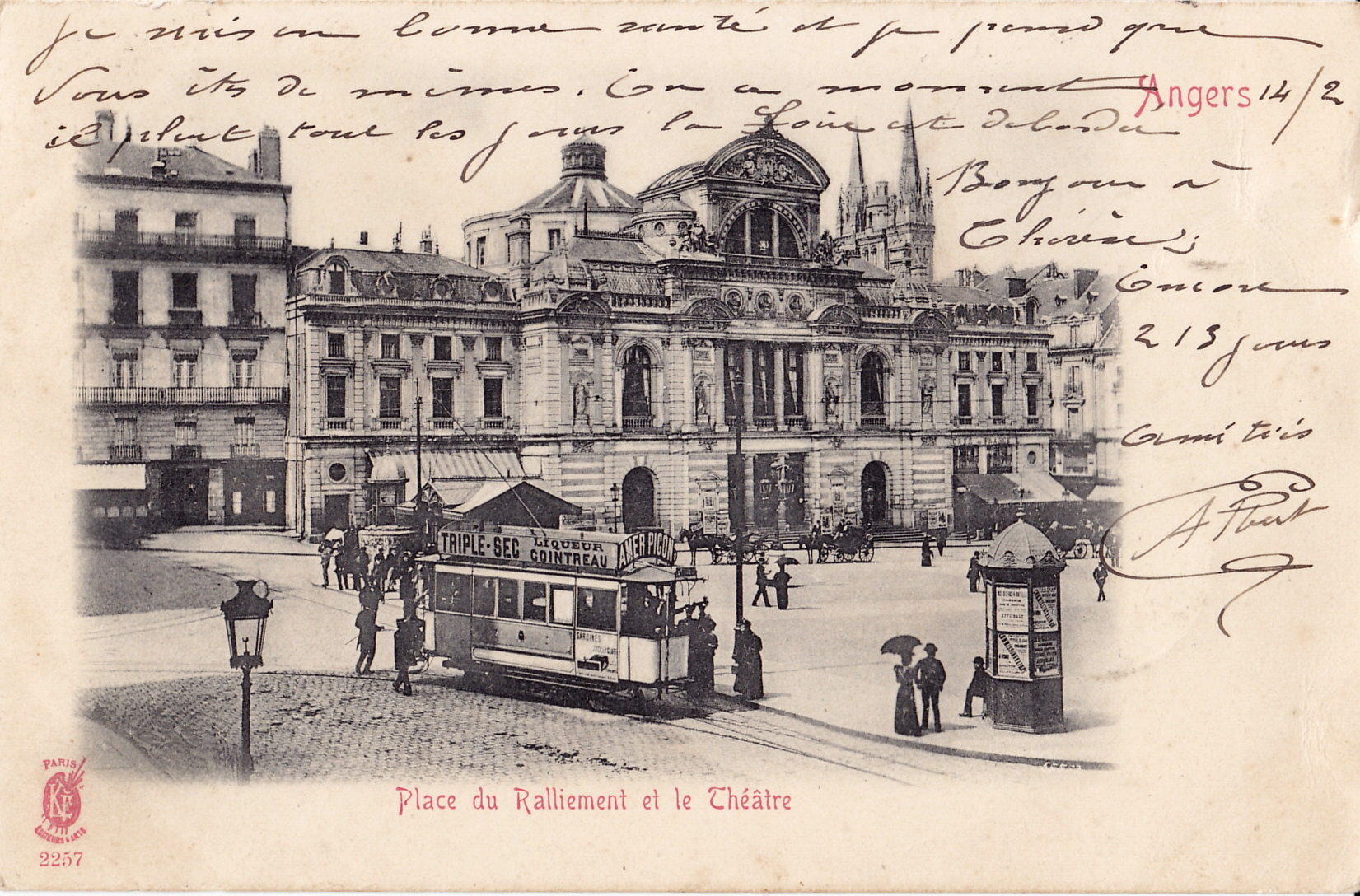
Le Grand théâtre, vers 1904, avec une rame de l'ancien tramway d'Angers.

Un théâtre est présent à Angers dès l'époque gallo-romaine. Un théâtre municipal y est construit en 1794 dans les anciennes Grandes Écoles de la place du Ralliement, et ouvre en septembre 1795.
Au XIXe siècle, Angers vit une importante activité musicale, où plusieurs formations s'y développent.
Dans la nuit du 4 au 5 décembre 1865, un incendie détruit le bâtiment. La municipalité décide de sa reconstruction, qui débute en 1867 sous la conduite d'Alphonse Botrel, auquel succède Auguste Magne. Le nouveau bâtiment est inauguré en 1871. Il est constitué d'un vestibule, d'une salle de spectacle et d'une scène, et de loges en arrière. L'année suivante les travaux des deux cafés qui l'encadrent s'achèvent, formant ainsi un ensemble,.
À la fin du XIXe, l'orchestre de l'Association artistique d'Angers assure la saison lyrique du théâtre. Le prospectus de la saison 1879-1880 indique que le tableau de la troupe se compose de 16 personnes à l'administration, 24 choristes, 26 acteurs et 40 musiciens. Sur la saison suivante, il se compose de 16 personnes à l'administration, 24 choristes, 29 acteurs et 40 musiciens
Au cours de la seconde moitié du XXe siècle, l'édifice fait l'objet de plusieurs travaux, notamment en 1957, 1981 et 1993. Les travaux de rénovation réalisés entre novembre 1992 et juillet 1994 permettent de créer une salle d’exposition. Ils sont conduits par l'architecte Jean-Pierre Logerais.
La salle, d'une capacité d'origine de 1 160 places assises, est ramenée à 728 places pour améliorer le confort visuel (628 lors d'un spectacle lyrique).
Dans les années 1970 et 1980, l'Orchestre national des Pays de la Loire se produit au Grand Théâtre. En 2003, à sa création, la formation Angers-Nantes Opéra est en résidence au théâtre. Durant la saison 2014-2015, la programmation comprend plusieurs spectacles, dont des opéras donnés par Angers-Nantes Opéra, ou de la musique de chambre par l'ensemble Amarillis, en résidence au théâtre.
Si le théâtre accueille de la musique et du théâtre, il accueille aussi des expositions,, et autres manifestations, comme en 1999 où le peintre espagnol Laurent Jiménez-Balaguer y expose, ou en 2014 où s'y déroulent des rencontres d'écrivains, la fête de la Science et la nuit des Chercheurs, ou des projections de films dans le cadre du festival Premiers Plans ou encore dans celui du festival Cinémas d'Afrique. En décembre 2015, le théâtre accueille une exposition de photographies de l'établissement.

## Description architecturale
Ce monument a été construit avec des matériaux qui sont le tuffeau et la pierre de taille, moyen et grand appareil.
Le bâtiment est composé de trois corps, les deux corps latéraux étant légèrement en retrait par rapport au corps principal. Dans un premier temps le rez-de-chaussée est marqué par un hall en vestibule et par deux colonnes cannelées aux chapiteaux ioniques.
Les masques représentant depuis l’Antiquité la tragédie et la comédie font la transition entre le rez-de-chaussée et le premier étage. Ce dernier est caractérisé par des colonnes cannelées avec des chapiteaux corinthiens et de grandes fenêtres entre lesquelles on retrouve, dans des niches, des statues de muses représentant de gauche à droite : la poésie lyrique, la comédie, la tragédie et la musique.
Le haut du bâtiment est marqué par un fronton plein cintre décoré des armes de la ville d’Angers, sous lequel, de chaque côté d’une fenêtre thermale rappelant les thermes antiques, on retrouve de nouvelles allégories : des angelots représentants à droite la renommée, l'éloquence et l'histoire et à gauche, la satire, la musique et le drame,.
L'édifice est inscrit à l'inventaire général du patrimoine culturel.
À l'intérieur, on trouve plusieurs parties : une salle de spectacle, un grand foyer et des coulisses. La salle de spectacle et le grand foyer sont l'œuvre d'Auguste Magne, et la coupole peinte celle de Jules-Eugène Lenepveu.

## Description technique

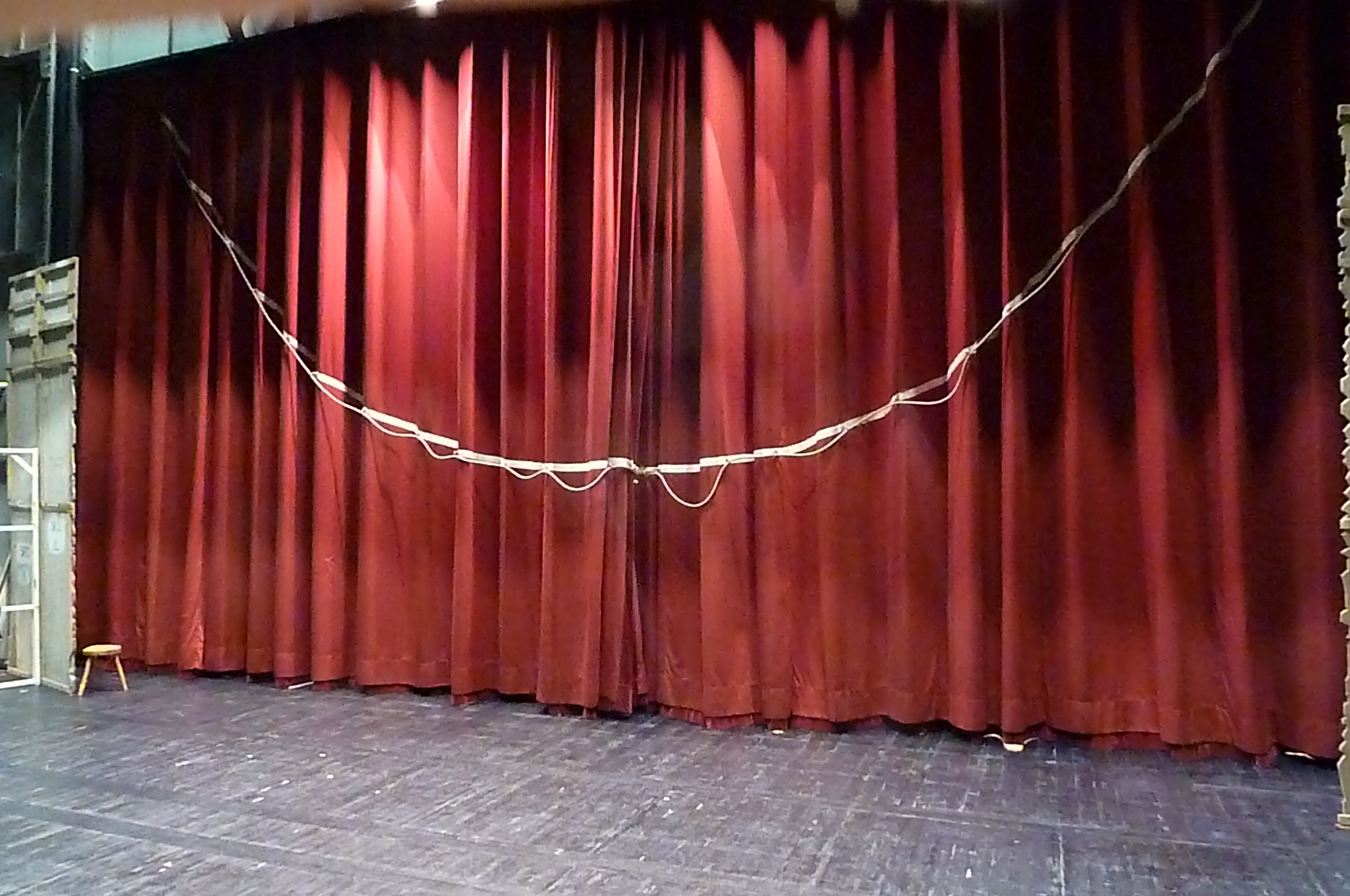
Rideau à l'Italienne fermé, vu depuis l'intérieur de la scène du Grand théâtre.

L'actuel théâtre est constitué, à son inauguration en 1871, d'un vestibule et d'un grand foyer, d'une salle de spectacle et d'une scène avec machinerie, et en arrières, de loges et de parties administratives. À la suite de travaux de rénovations s'y rajoute une salle d’exposition, construite sous la salle de spectacle.
La salle comporte 680 places pour le lyrique ou 723 places pour les autres spectacles.
Le plateau est d'une largeur entre les murs de 22 m, et d'une hauteur sous gril de 17 m.

## Localisation

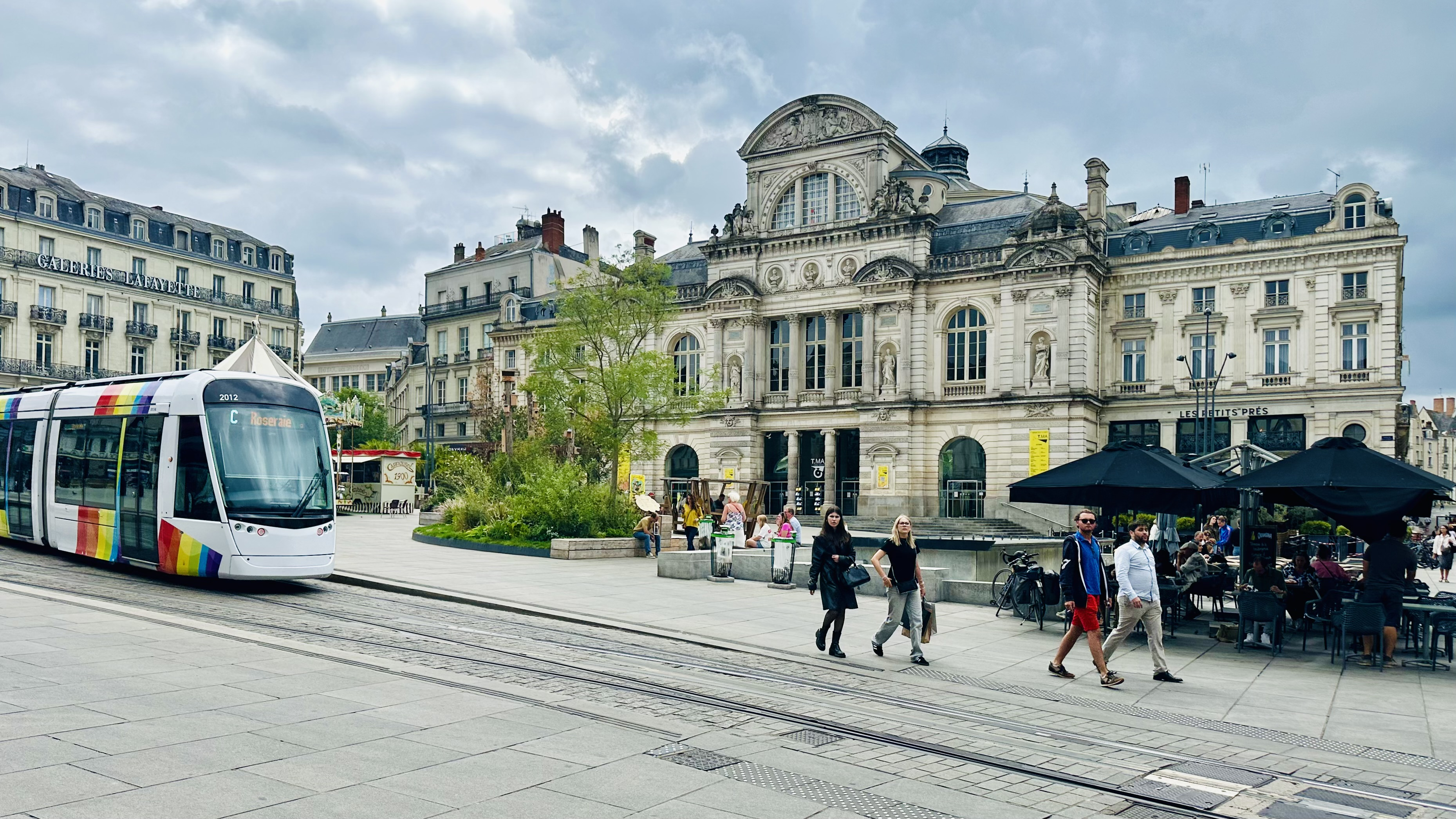
Grand théâtre et tramway d'Angers, place du Ralliement.

Le Grand Théâtre d'Angers se situe en centre-ville, sur la place du Ralliement. En 2011, il est desservi par le réseau de tramway d'Angers, ligne  (station Ralliement), et se trouve à proximité de plusieurs lignes de bus. À la suite de la déviation de la Ligne A en 2021, le Grand Théâtre n'est plus désservi par le tramway d'Angers jusqu'en 2023 où la ligne  déssert la station "Ralliement".

## Administration
Jean-Albert Cartier fut à la tête du théâtre municipal et du Centre chorégraphique et lyrique national de 1972 à 1978.
La direction du théâtre est assurée en 2014 par Anne Mouly. Après son départ à la direction culturelle de la ville, Brigitte Livenais, ancienne directrice du THV de Saint-Barthélemy-d'Anjou, assure l'intérim. C'est Jean-Jacques Garnier, précédemment délégué général à la programmation culturelle et institutionnelle du ministère de la Culture, qui prend ensuite la direction de l'établissement le 1er juillet 2022, ainsi que celle des deux autres théâtres angevins, la salle Claude-Chabrol et le théâtre Chanzy.

## Partenaires
Au milieu des années 2010, le théâtre du Ralliement a pour partenaires Angers-Nantes Opéra, le conservatoire à rayonnement régional d'Angers, Le Quai, le Nouveau théâtre d'Angers, et le centre national de danse contemporaine.
La formation lyrique Angers-Nantes Opéra, qui se partage entre les villes de Nantes et d'Angers, se produit dans plusieurs lieux comme le Grand Théâtre ou Le Quai.
Le conservatoire à rayonnement régional d'Angers, établissement d'enseignement artistique, se produit dans le cadre de sa saison culturelle dans différents lieux de la ville, comme le Grand Théâtre, Le Quai ou le théâtre Chanzy.
L'équipement culturel Le Quai, inauguré en 2007, partage sa programmation avec le Grand Théâtre.
Le Centre national de danse contemporaine, établissement consacré à la danse contemporaine, organise des manifestations qui se déroulent dans plusieurs endroits, comme le Grand Théâtre ou Le Quai.
Le centre dramatique national des Pays de la Loire, Nouveau théâtre d'Angers, est hébergé depuis 2007 au Quai. Il utilise plusieurs lieux de la ville comme le Grand Théâtre, le THV Saint-Barthélemy ou le château d'Angers,.
Ces partenaires sont toujours présents au début des années 2020 : la formation Angers Nantes Opéra, le conservatoire à rayonnement régional, Le Quai, le Nouveau théâtre d'Angers (NTA) et le Centre national de danse contemporaine (CNDC).

## Galerie

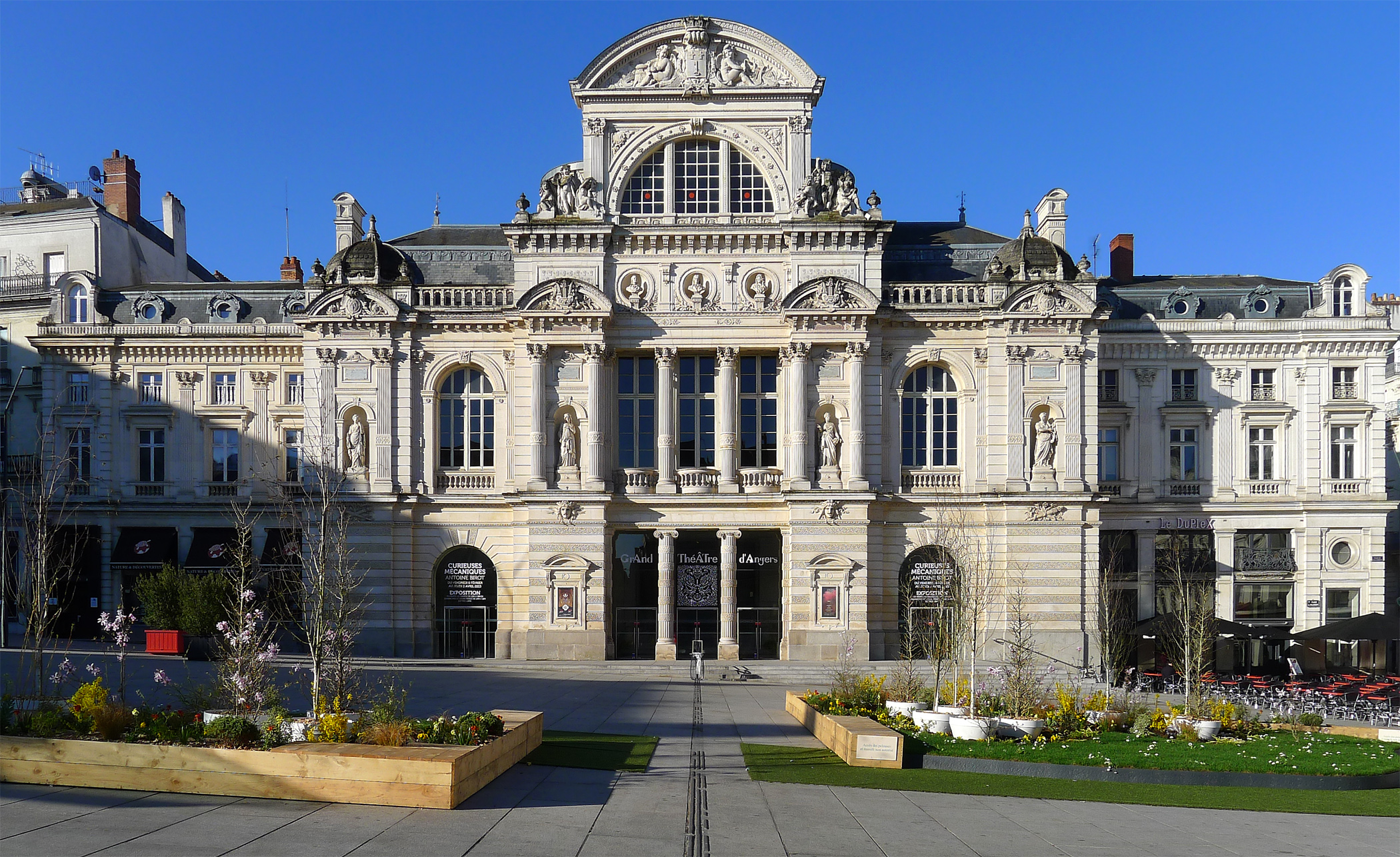
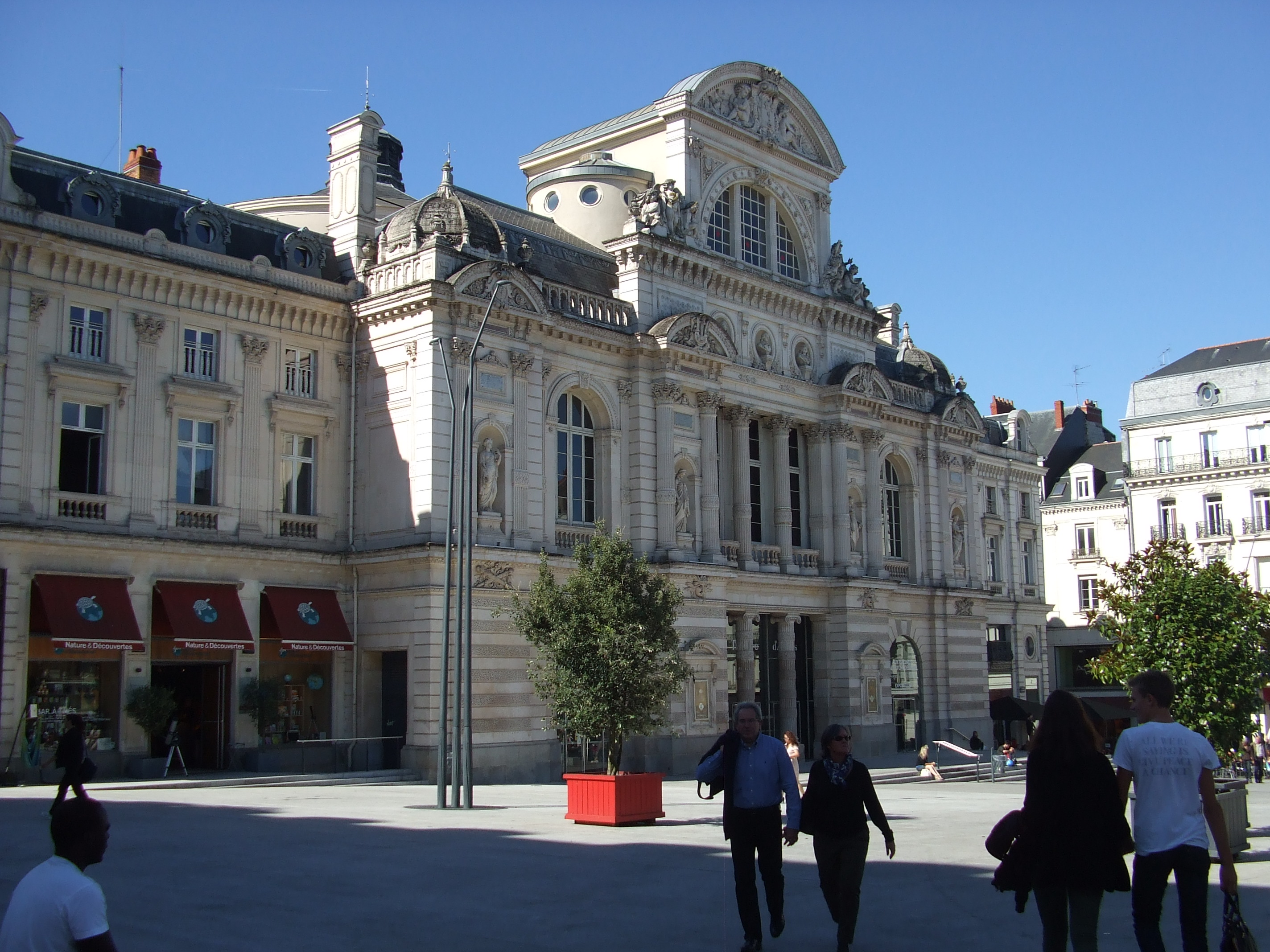
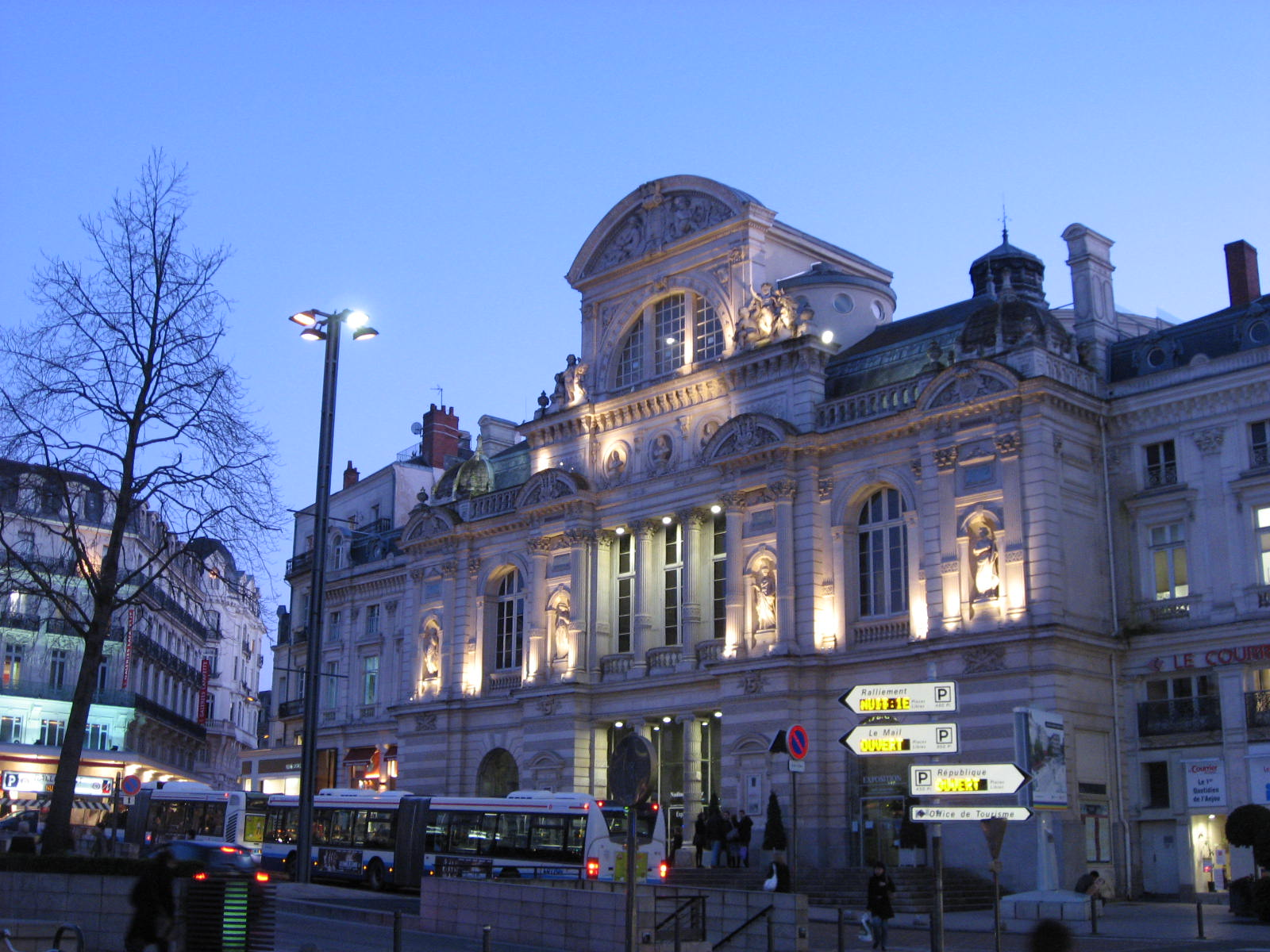
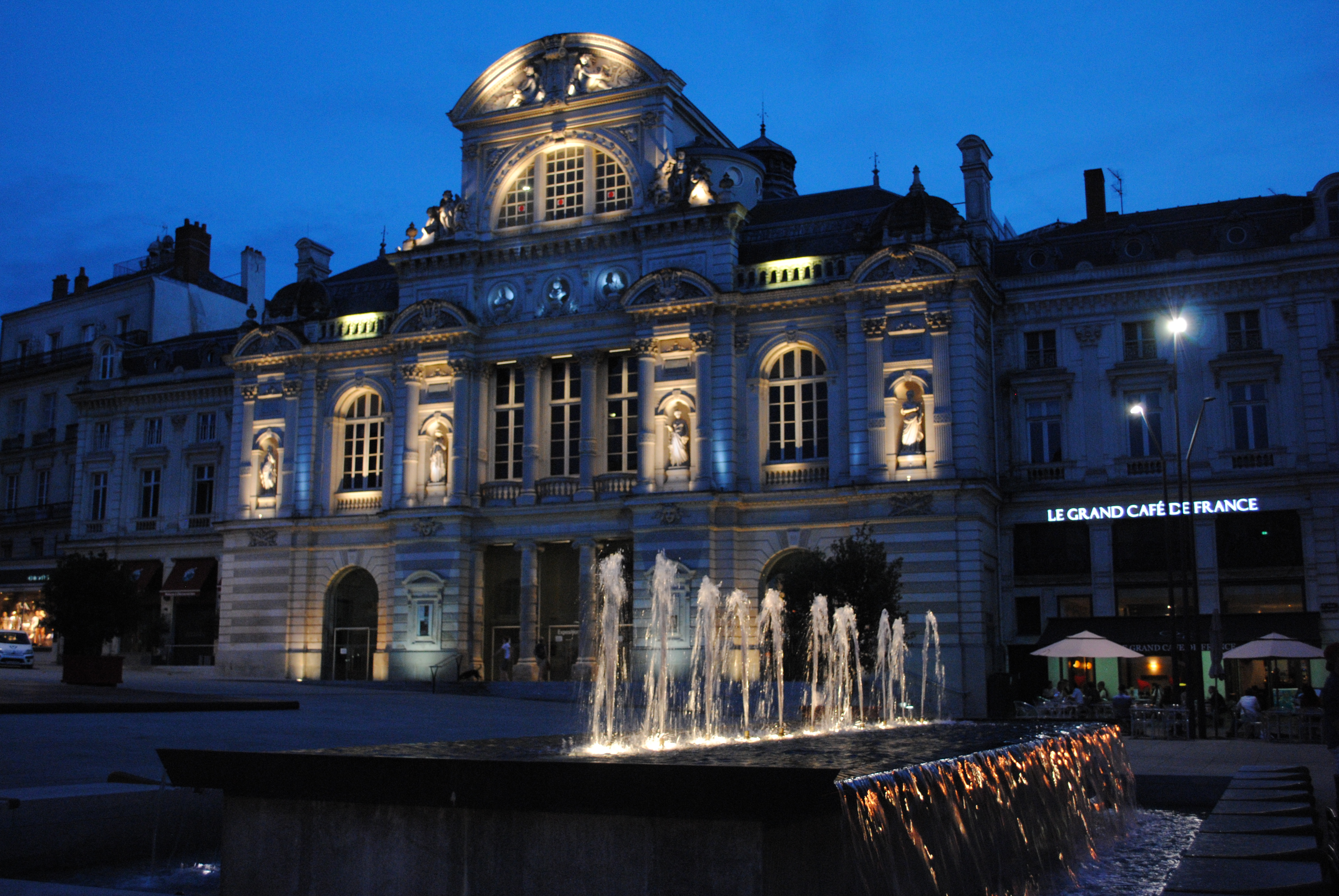
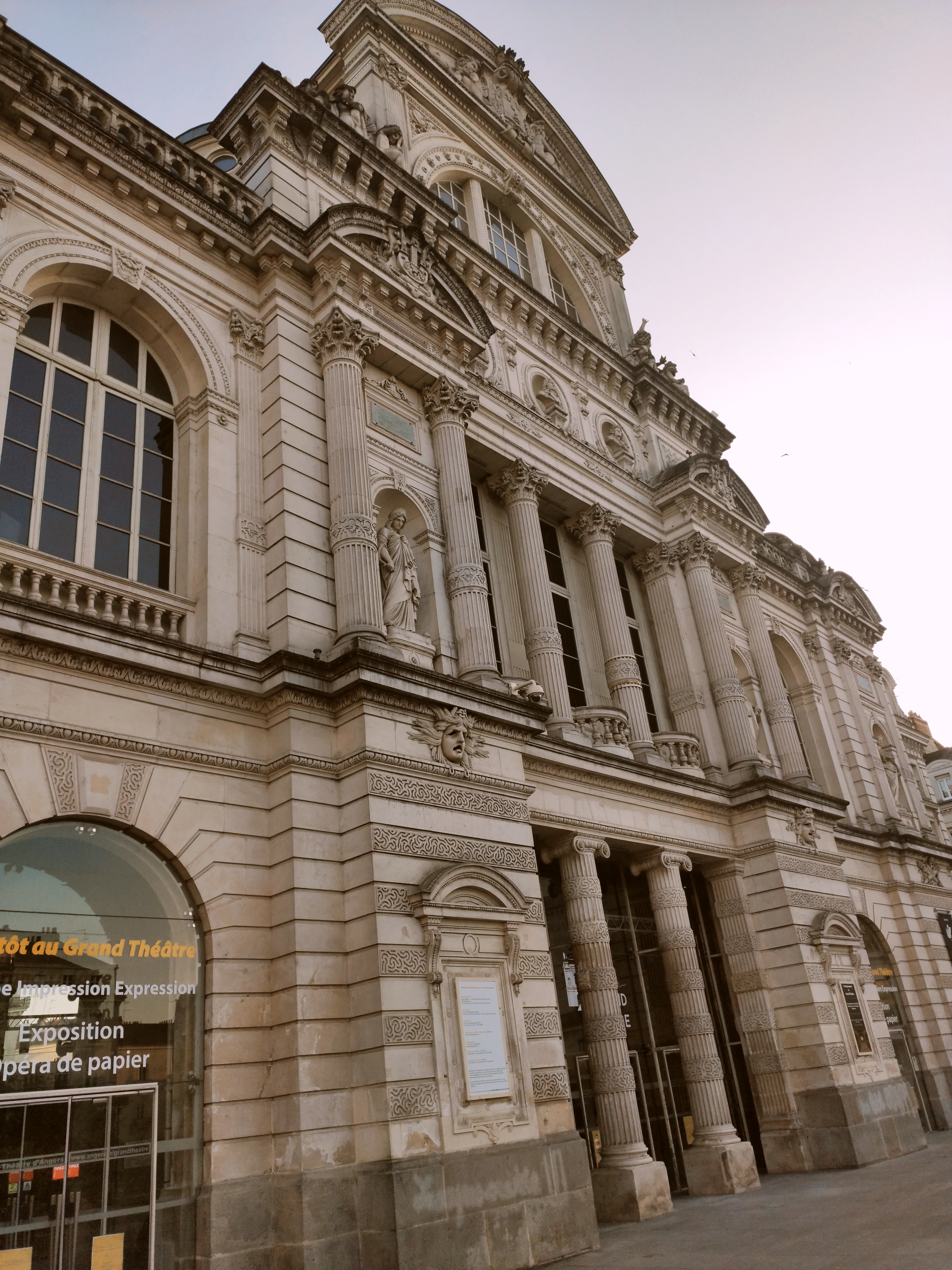